# Rafael Ramos
Rafael António Figueiredo Ramos (Seia, 9 de janeiro de 1995) é um futebolista português que atua como lateral-direito. Desde 2024, joga pelo Ceará.

## Carreira

### Início
Natural de Seia, distrito da Guarda, iniciou a carreira no Sporting antes de ser dispensado em 2012. Em seguida, assinou com Real SC por um ano antes de se transferir para as categorias de base do Benfica em 2013, onde foi convocado para a seleção portuguesa Sub-19. Fez parte do elenco que disputou a Liga Juvenil da UEFA de 2013–14. Em 5 de maio de 2014, Ramos assinou contrato com o Benfica até 2020.

### Orlando City
Em 8 de julho de 2014, Ramos e o companheiro de equipe do Benfica, Estrela, foram transferidos para Orlando City SC do USL Pro, a terceira divisão dosistema de ligas de futebol dos Estados Unidos, com contratos profissionais de 3 anos e meio no âmbito de uma afiliação entre os dois clubes. Os contratos incluiriam o restante da temporada 2014 do USL Pro antes do time entrar na Major League Soccer em 2015. A dupla fez sua estreia profissional em 23 de agosto contra o Richmond Kickers, no qual Ramos marcou um gol da vitória aos 70 minutos em uma vitória fora de casa por 3-2. O técnico Adrian Heath disse sobre eles após o jogo: "Achei que os dois novos jogadores (Estrela e Ramos) foram excelentes, considerando que não jogam há duas ou três semanas. A contribuição deles foi enorme...".
Fez sua primeira partida na MLS em 8 de março de 2015, em um empate em casa por 1-1 com o time de expansão New York City FC. Ramos foi expulso duas vezes ao longo da temporada, por uma falta sobre Waylon Francis na derrota por 3-0 para o Columbus Crew em 19 de abril, e durante um embate de 36 minutos com Justin Morrow na derrota por 5-0 para o Toronto FC em 22 de agosto. Totalizou 39 jogos na MLS pelo Orlando e deu 5 assistências. Em 4 de junho de 2017, fazendo seu primeiro início de temporada e apenas o terceiro nos últimos 12 meses devido a lesões no tendão da coxa, jogou 26 minutos antes de outro cartão vermelho no empate sem gols com o Chicago Fire SC no Citrus Bowl.

### Chicago Fire
Em 18 de janeiro de 2018, assinou contrato com o Chicago Fire em troca dos direitos de Cameron Lindley e 100 mil dólares da Targeted Allocation Money. Fez sua estreia em 17 de março, em uma derrota por 2-1 para o Minnesota United FC, um de apenas cinco jogos durante seu tempo em Illinois, três na liga e dois na US Open Cup. Em 6 de agosto de 2018, Chicago e Ramos rescindiram o contrato mutuamente.

### Twente
Em 6 de agosto de 2018, assinou um contrato de um ano com Twente, com opção de mais um ano. Foi campeão da Eerste Divisie 2018–1919 e subia com o time de volta para a Eredivisie.

### Santa Clara
Em 2 de julho de 2019, voltou à sua terra natal para assinar com o Santa Clara.

### Corinthians
Em 12 de abril de 2022, assinou um contrato de dois anos com Corinthians, contratação pedida pelo então técnico Vítor Pereira. Fez sua estreia no dia 17 de abril, em uma vitória por 3-0 sobre o Avaí, na Neo Química Arena, pelo Campeonato Brasileiro 2022. Em 11 de junho, teve sua primeira participação em gols pelo clube, dando uma assistência para o primeiro gol da vitória do Corinthians por 2-0 sobre o Juventude, pelo Campeonato Brasileiro.

### Ceará
Em 16 de fevereiro de 2024, foi anunciado pelo Ceará até o final da temporada.

## Vida pessoal
Ramos possui um green card nos Estados Unidos que o qualificou como jogador doméstico para fins de escalação da MLS.

## Estatísticas

### Clubes
Abaixo estão listados todos os jogos, gols e assistências do futebolista por clubes.
| Clube             | Temporada         | Campeonato nacional | Campeonato nacional | Campeonato nacional | Copa nacional[a] | Copa nacional[a] | Copa nacional[a] | Competições continentais[b] | Competições continentais[b] | Competições continentais[b] | Outros torneios[c] | Outros torneios[c] | Outros torneios[c] | Total | Total | Total   |
| Clube             | Temporada         | Jogos               | Gols                | Assist.             | Jogos            | Gols             | Assist.          | Jogos                       | Gols                        | Assist.                     | Jogos              | Gols               | Assist.            | Jogos | Gols  | Assist. |
| ----------------- | ----------------- | ------------------- | ------------------- | ------------------- | ---------------- | ---------------- | ---------------- | --------------------------- | --------------------------- | --------------------------- | ------------------ | ------------------ | ------------------ | ----- | ----- | ------- |
| Orlando City      | 2014              | 4                   | 1                   | 1                   | —                | —                | —                | —                           | —                           | —                           | —                  | —                  | —                  | 4     | 1     | 1       |
| Orlando City      | 2015              | 25                  | 0                   | 1                   | 3                | 0                | 1                | —                           | —                           | —                           | —                  | —                  | —                  | 28    | 0     | 2       |
| Orlando City      | 2016              | 12                  | 0                   | 3                   | 1                | 0                | 0                | —                           | —                           | —                           | —                  | —                  | —                  | 13    | 0     | 3       |
| Orlando City      | 2017              | 2                   | 0                   | 0                   | 1                | 0                | 0                | —                           | —                           | —                           | —                  | —                  | —                  | 3     | 0     | 0       |
| Orlando City      | Total             | 43                  | 1                   | 5                   | 5                | 0                | 1                | —                           | —                           | —                           | —                  | —                  | —                  | 48    | 1     | 6       |
| Orlando City B    | 2016              | 2                   | 0                   | 0                   | —                | —                | —                | —                           | —                           | —                           | —                  | —                  | —                  | 2     | 0     | 0       |
| Orlando City B    | 2017              | 7                   | 0                   | 1                   | —                | —                | —                | —                           | —                           | —                           | —                  | —                  | —                  | 7     | 0     | 1       |
| Orlando City B    | Total             | 9                   | 0                   | 1                   | —                | —                | —                | —                           | —                           | —                           | —                  | —                  | —                  | 9     | 0     | 1       |
| Chicago Fire      | 2018              | 3                   | 0                   | 0                   | 2                | 0                | 1                | —                           | —                           | —                           | —                  | —                  | —                  | 5     | 0     | 1       |
| Chicago Fire      | Total             | 3                   | 0                   | 0                   | 2                | 0                | 1                | —                           | —                           | —                           | —                  | —                  | —                  | 5     | 0     | 1       |
| Twente            | 2018–19           | 19                  | 0                   | 1                   | 2                | 0                | 0                | —                           | —                           | —                           | —                  | —                  | —                  | 21    | 0     | 1       |
| Twente            | Total             | 19                  | 0                   | 1                   | 2                | 0                | 0                | —                           | —                           | —                           | —                  | —                  | —                  | 21    | 0     | 1       |
| Santa Clara       | 2019–20           | 16                  | 0                   | 2                   | 4                | 0                | 0                | —                           | —                           | —                           | —                  | —                  | —                  | 20    | 0     | 2       |
| Santa Clara       | 2020–21           | 30                  | 0                   | 3                   | 2                | 0                | 0                | —                           | —                           | —                           | —                  | —                  | —                  | 32    | 0     | 3       |
| Santa Clara       | 2021–22           | 23                  | 0                   | 2                   | 4                | 0                | 1                | 5                           | 0                           | 1                           | —                  | —                  | —                  | 32    | 0     | 3       |
| Santa Clara       | Total             | 69                  | 0                   | 7                   | 10               | 0                | 1                | 5                           | 0                           | 1                           | —                  | —                  | —                  | 84    | 0     | 8       |
| Corinthians       | 2022              | 20                  | 0                   | 1                   | 3                | 0                | 0                | 1                           | 0                           | 0                           | —                  | —                  | —                  | 24    | 0     | 1       |
| Corinthians       | 2023              | 0                   | 0                   | 0                   | 0                | 0                | 0                | 3                           | 0                           | 0                           | 4                  | 0                  | 0                  | 7     | 0     | 0       |
| Corinthians       | Total             | 20                  | 0                   | 1                   | 3                | 0                | 0                | 4                           | 0                           | 0                           | 4                  | 0                  | 0                  | 31    | 0     | 1       |
| Ceará             | 2024              | 0                   | 0                   | 0                   | 0                | 0                | 0                | 0                           | 0                           | 0                           | 0                  | 0                  | 0                  | 0     | 0     | 0       |
| Ceará             | Total             | 0                   | 0                   | 0                   | 0                | 0                | 0                | 0                           | 0                           | 0                           | 0                  | 0                  | 0                  | 0     | 0     | 0       |
| Total na carreira | Total na carreira | 163                 | 1                   | 15                  | 22               | 0                | 3                | 9                           | 0                           | 1                           | 4                  | 0                  | 0                  | 198   | 1     | 16      |

- a. ^ Jogos da Copa dos Estados Unidos, Copa dos Países Baixos, Taça de Portugal, Taça da Liga e Copa do Brasil
- b. ^ Jogos da Liga Conferência, Copa Libertadores e Copa Sul-Americana
- c. ^ Jogos do Campeonato Paulista

### Seleção Portuguesa
Abaixo estão listados todos os jogos, gols e assistências do futebolista pela Seleção Portuguesa, desde as categorias de base.
Seleção Sub–19
| Ano               | Amistosos | Amistosos | Amistosos |
| Ano               | Jogos     | Gols      | Assist.   |
| ----------------- | --------- | --------- | --------- |
| 2014              | 1         | 0         | 0         |
| Total na carreira | 1         | 0         | 0         |

Seleção Sub–20
| Ano               | Amistosos | Amistosos | Amistosos |
| Ano               | Jogos     | Gols      | Assist.   |
| ----------------- | --------- | --------- | --------- |
| 2014              | 2         | 0         | 0         |
| Total na carreira | 2         | 0         | 0         |

## Títulos
FC Twente
- Eerste Divisie: 2018–19

Ceará
- Campeonato Cearense: 2024, 2025